# Kurt Ehrich
Kurt Ehrich (* 26. November 1925 in Wien; † 21. Oktober 2004 in Berlin) war ein deutscher Journalist in der DDR und Funktionär der SED. Er war von 1960 bis 1967 Intendant des Deutschlandsenders.

## Leben
Ehrich, Sohn eines Arbeiters, erlernte nach dem Abschluss der Mittelschule den Beruf des Kürschner- und Mützenmachers. 1944/45 war er beim Stellungsbau bei der Deutschen Reichsbahn tätig.
Nach dem Ende des Zweiten Weltkriegs trat Ehrich in die Kommunistische Partei Deutschlands (KPD) ein und wurde 1946 nach der Zwangsvereinigung von SPD und KPD SED-Mitglied. Im selben Jahr wurde er Mitarbeiter der SED-Landesleitung in Mecklenburg. Bis 1949 studierte Ehrich an der Universität Rostock Marxismus-Leninismus und wurde dann wissenschaftlicher Assistent an der Deutschen Akademie für Staats- und Rechtswissenschaft „Walter Ulbricht“ (DASR).
Von 1950 bis 1957 war Ehrich Redakteur beim Staatlichen Rundfunkkomitee der DDR und 1956/57 Korrespondent in Bonn. Von 1957 bis 1960 war er Sektorenleiter im Zentralkomitee der SED und dann bis 1967, als Nachfolger von Heinz Geggel, Intendant des Deutschlandsenders. Zusätzlich war er ab 1962 stellvertretender, ab 1969 1. stellvertretender Vorsitzender des Staatlichen Komitees für Rundfunk und ab 1967 Mitglied der Westkommission beim Politbüro des ZK der SED. Diese Ämter verlor er nach dem Ende der DDR im November 1989.

## Ehrungen
- 1964 Vaterländischer Verdienstorden in Bronze, 1971 in Silber und 1985 in Gold
- 1976 Orden Banner der Arbeit Stufe I